# Nicotiana tabacum

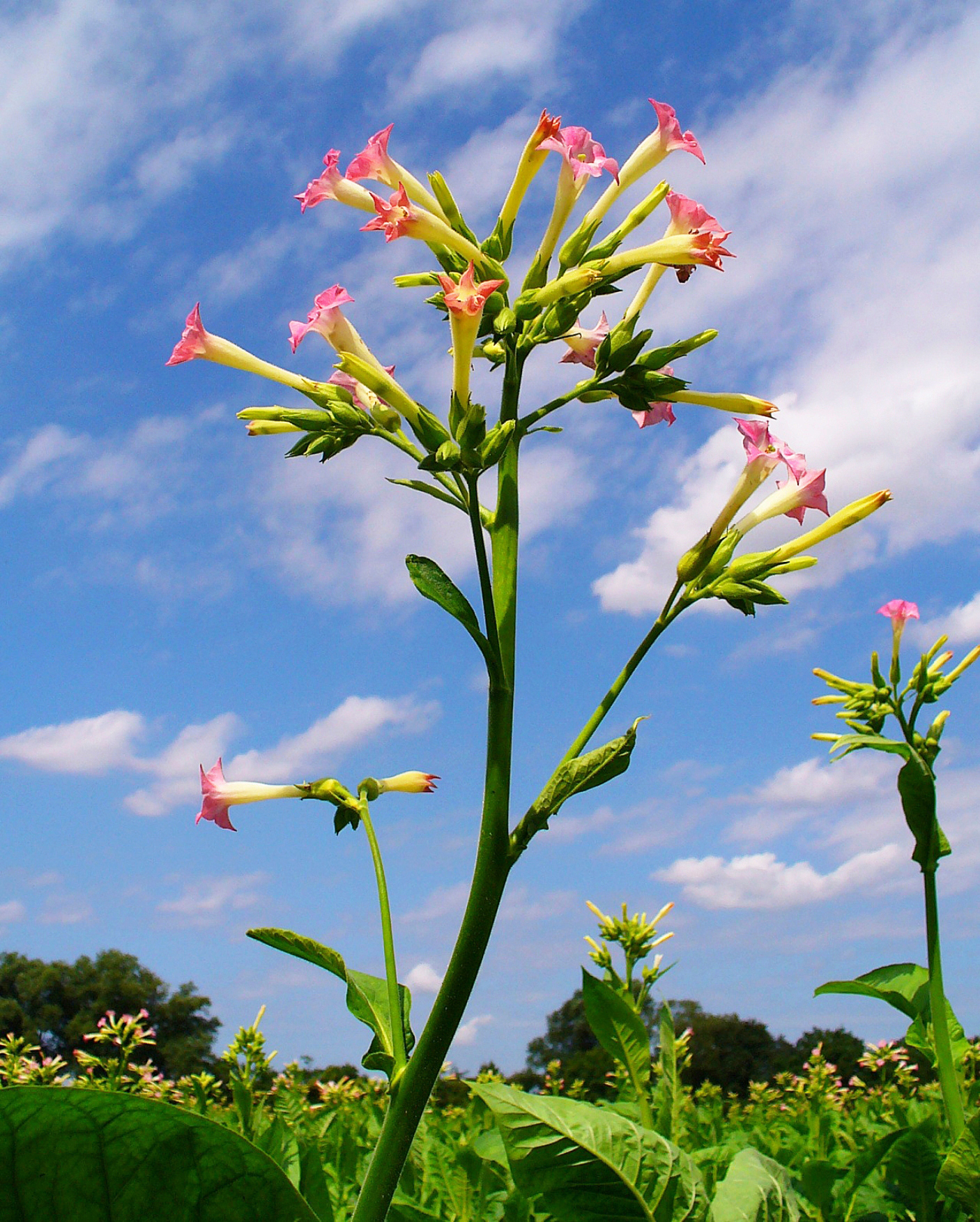
Inflorescencias.

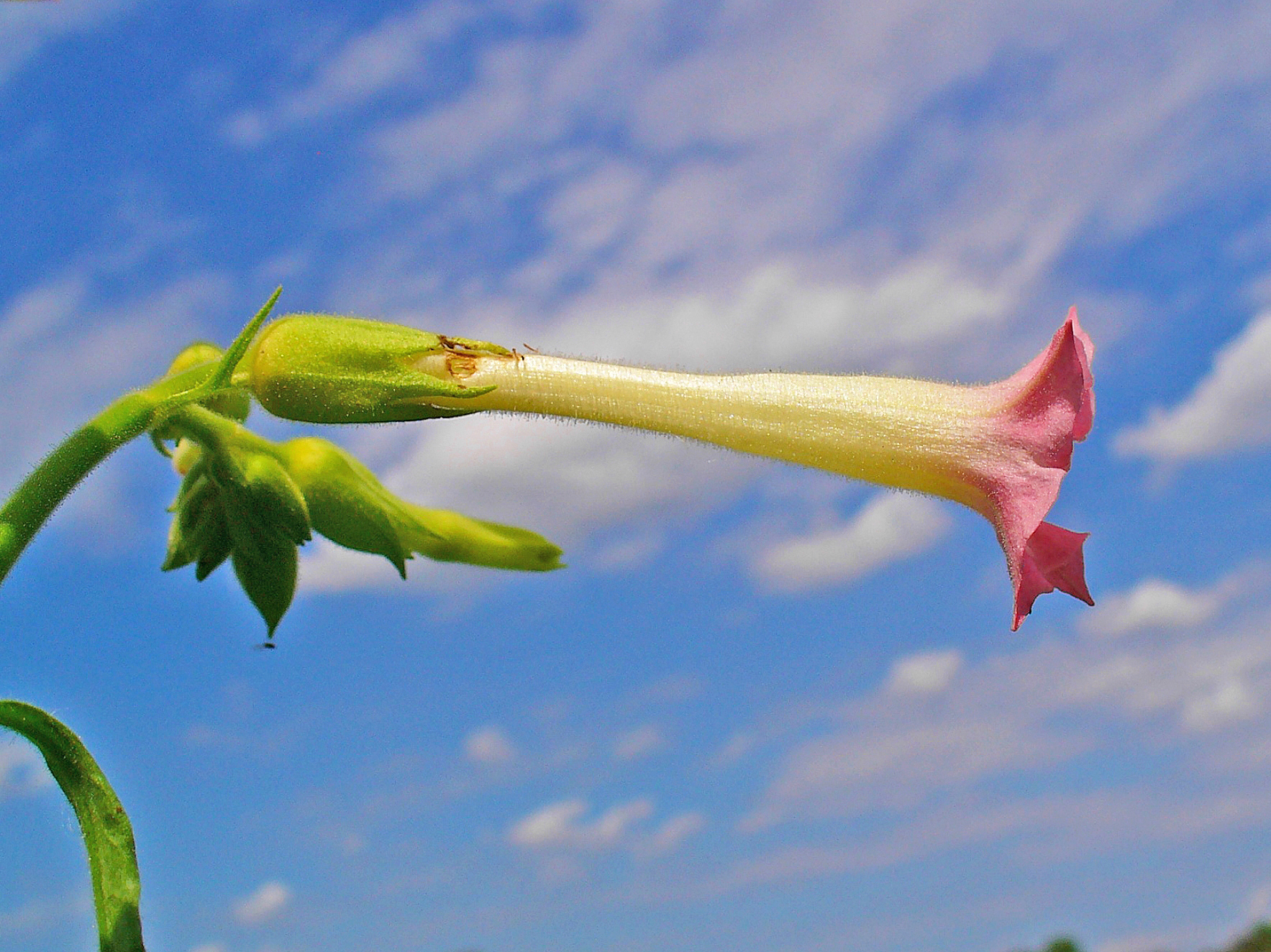
Flor, vista lateral.

El tabaco, o hierba santa (Nicotiana tabacum) es una planta herbácea anual, de la familia de las solanáceas, oriunda de América tropical y de cuyas hojas se produce la mayor parte del tabaco consumido hoy en el mundo.

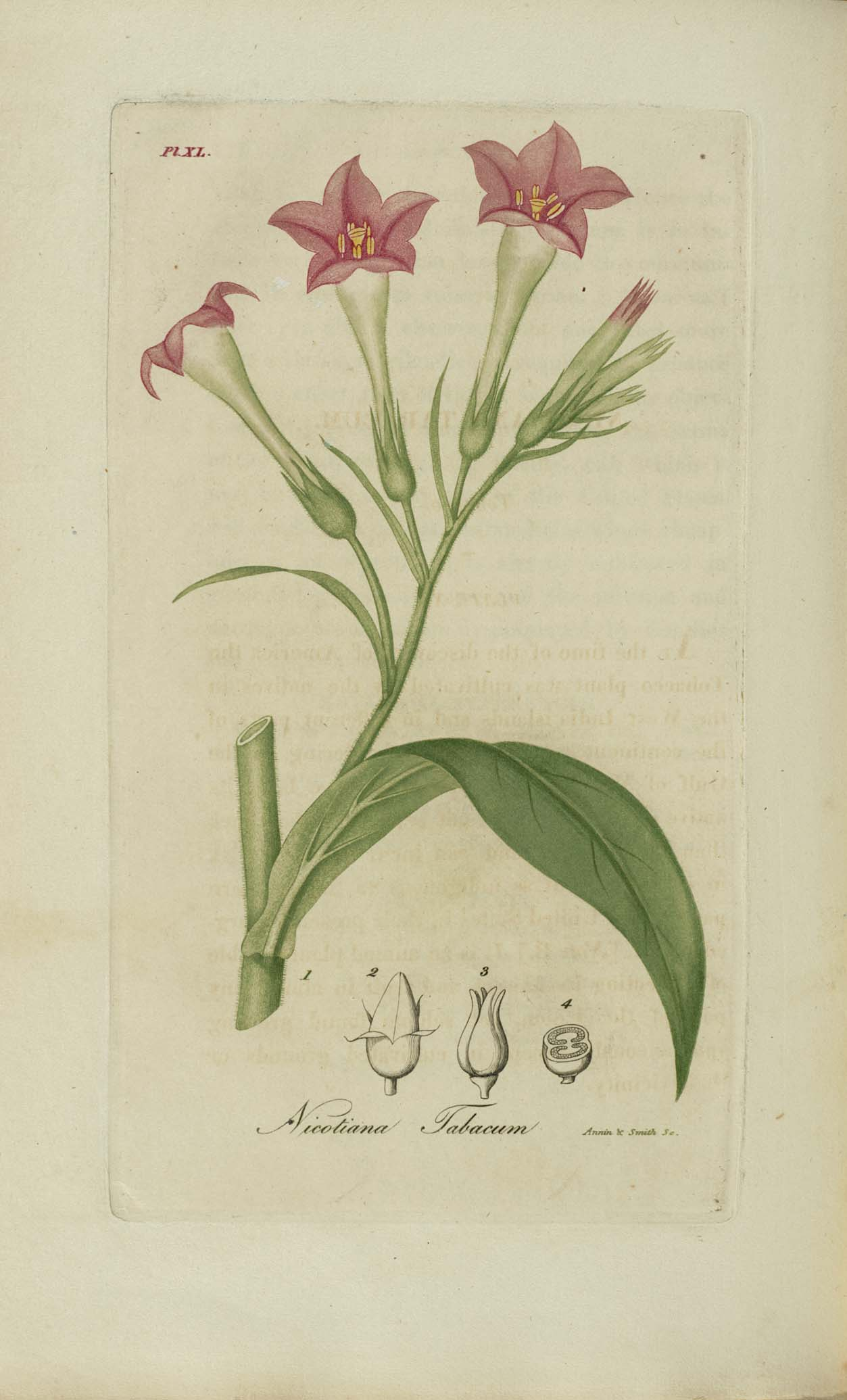
Ilustración

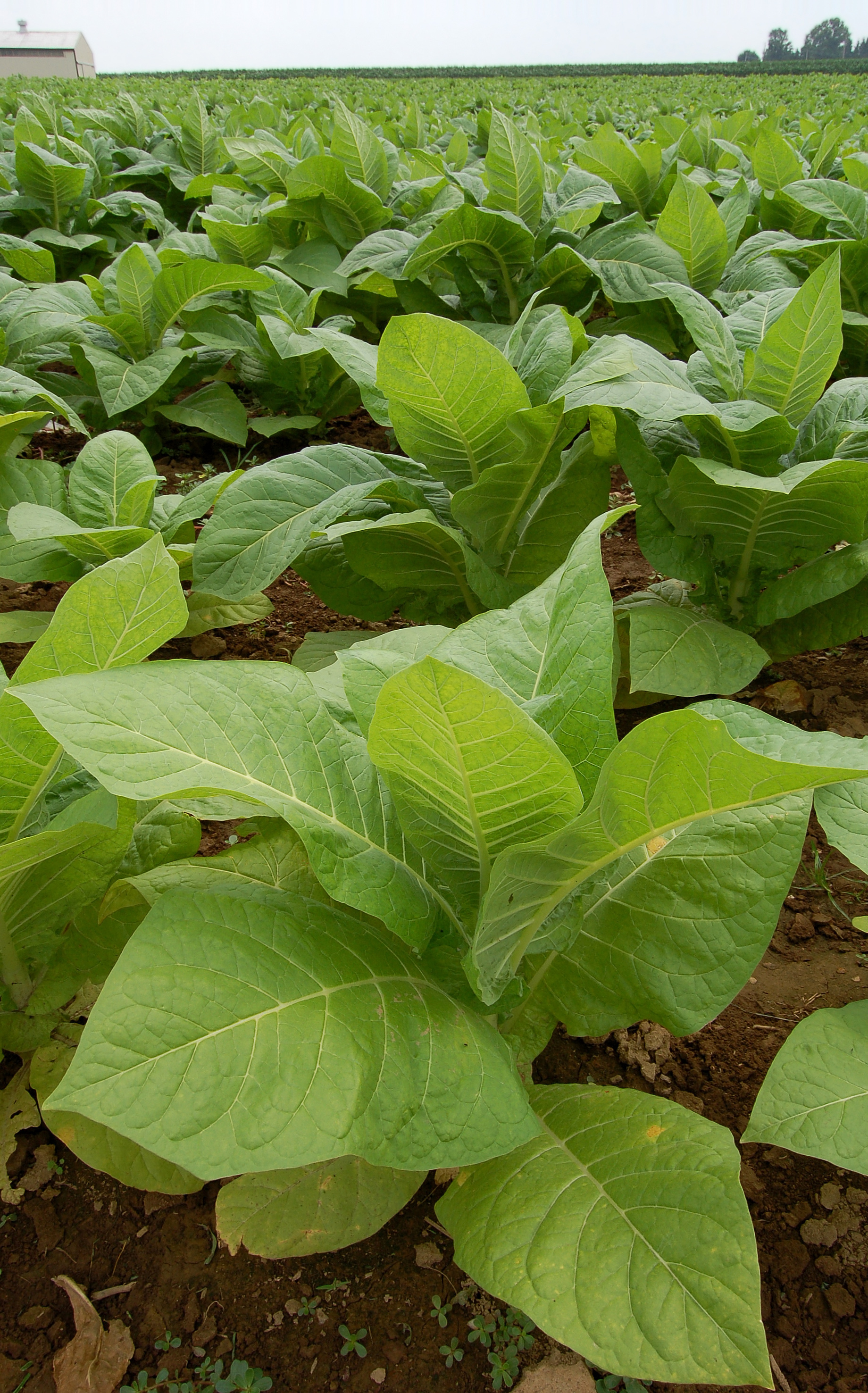
Hojas

## Descripción
N. tabacum es una hierba anual, bienal o perenne, pubescente-glandulosa, robusta, de 50 cm hasta 3 m de altura. La raíz es larga y fibrosa. El tallo es erecto, de sección circular, piloso, pegajoso y viscoso al tacto. Se ramifica cerca de su extremo superior, produciendo hojas densas, grandes (30-40 cm de largo por 10 a 20 de ancho), alternas, sentadas, ovadas a lanceoladas, de color verde pálido; al tacto comparten la viscosidad del tallo. Son frágiles, y despiden un olor ligeramente acre y narcótico, debido a la nicotina, un alcaloide volátil de sabor agresivo y olor intenso.
Las flores, actinomorfas, hermafroditas, bracteadas y pediceladas son verde-amarillentas o rosadas según la variedad, con un pequeño cáliz de 1 a 2 cm y una corola pubescente, de cinco lóbulos aovados, de hasta 5 cm. El ovario es glabro. La polinización es entomófila, siendo himenópteros y lepidópteros los principales polinizadores. Aparecen a comienzos del verano, y hacia octubre dan un fruto cápsular ovoide y coriáceo de 1,5-2,5 cm de largo, con simientes infra-milimétricas pardas con mucrón en el hilo cárpico.
N. tabacum parece haber sido el resultado de un cruce espontáneo entre Nicotiana sylvestris y Nicotiana tomentosa. Es tetraploide.[cita requerida]

## Distribución
Los estudios arqueológicos sugieren que el origen del uso cultural de Nicotiana tabacum se establece en la zona andina, a partir del 500 a. C. Cuando se coloniza América, el consumo estaba extendido por todo el continente. Las primeras semillas se llevaron a España en 1577 y fueron plantadas en tierras situadas alrededor de Toledo. Desde allí se extendió su cultivo por todo el mundo.

## Taxonomía
Nicotiana tabacum fue descrita por Carlos Linneo y publicado en Species Plantarum, vol. 1, p. 180, 1753.
Sinónimos
- Nicotiana alba Mill.
- Nicotiana alipes Steud.
- Nicotiana attenuata Steud.
- Nicotiana capensis Vilm.
- Nicotiana caudata Nutt.
- Nicotiana chinensis Fisch. ex Lehm.
- Nicotiana crispula Steud.
- Nicotiana florida Salisb.
- Nicotiana frutescens Lehm.
- Nicotiana fruticosa Moc. & Sessé ex Dunal
- Nicotiana gigantea Lehm.
- Nicotiana gracilipes Steud.
- Nicotiana guatemalensis Bailly
- Nicotiana havanensis Lehm.
- Nicotiana lancifolia Willd. ex Lehm.
- Nicotiana latissima Mill.
- Nicotiana lingua Steud.
- Nicotiana macrophylla Spreng.
- Nicotiana marylandica Schübl. ex Dunal
- Nicotiana mexicana Schltdl.
- Nicotiana mexicana var. rubriflora Dunal
- Nicotiana pallescens Steud.
- Nicotiana pilosa Dunal
- Nicotiana serotina Steud.
- Nicotiana tabaca St.-Lag.
- Nicotiana verdon Steud.
- Nicotiana ybarrensis Kunth
- Tabacum latissimum Bercht. & Opiz
- Tabacum nicotianum Bercht. & Opiz
- Tabacum ovatofolium Gilib.[4]

Variedades
- Nicotiana tabacum var. fruticosa (L.) Hook. f.
- Nicotiana tabacum var. loxensis (Kunth) Kuntze
- Nicotiana tabacum var. virginica (C. Agardh) Comes

## Composición química
- Glúcidos (40%), sales minerales (15-20%) y ácidos fenoles (cafeico, clorogénico).
- Principios activos: Alcaloides piridínicos (2-15%). El principal es la nicotina, líquido oleoso, volátil, soluble en agua y solventes orgánicos.

## Actividad farmacológica
- Es un estimulante ganglionar: Es decir, tiene un efecto estimulador complejo del sistema simpático y parasimpático. Produce efectos estimulantes, seguidos de estados de depresión, por lo que actúa primero como estimulante ganglionar y después como gangliopléjico.
- Estimula el sistema nervioso central (SNC), produciendo taquicardia y aumento de la presión arterial.
- En el sistema digestivo: Produce diarrea, aumento de secreción gástrica y pirosis (quemazón en el esófago).
- Es un inductor enzimático, ya que afecta a las concentraciones plasmáticas de otros fármacos.
- Es adictivo.

Aunque las hojas son la parte de la planta que se destinan a la acción terapéutica de varias enfermedades, su modo de empleo cambia para cada padecimiento. Los sabañones son tratados por la medicina tradicional mexicana con una infusión de hojas de tabaco, con ramas de capulín agarroso (Conostegia xalapensis), guayaba (Psidium guajava), aguacate (Persea americana), muicle (Justicia spicigera), hierba del zorrillo (Dyssodia porophylla) y ajo (Allium sativum). Con ello se lavan los pies y piernas donde se tiene el problema, luego se untan con refino y después aceite de comer, y se cubren con un trapo limpio y delgado. Este tratamiento se realiza tres veces o hasta que ceda la infección. En caso de bronquitis,  se prepara un té con esta planta y la de bálsamo (Sweetia panamensis, basónimo), manzanilla (Matricaria chamomilla), saúco (Sambucus mexicana), romero (Salvia rosmarinus) y se bebe en la mañana y en la noche. Se utiliza en el tratamiento de algunos padecimientos de tipo ortopédico como huesos rotos, torceduras, fracturas de tobillo, dolor de huesos y en lastimaduras y reumas. En este último caso, las hojas se mantienen en alcohol o refino por un tiempo y después se untan.